# Rudolf Wachter
Rudolf Wachter (Bernried bij Neukirch, 1 april 1923 – München, 16 juni 2011) was een Duitse houtbeeldhouwer.

## Leven en werk
Wachter kreeg een beroepsopleiding in de schrijnwerkerij van zijn ouders, die hij afsloot met een Meisterdiplom. Van 1949 tot 1956 studeerde hij bij de beeldhouwer Josef Henselmann aan de Akademie der Künste München in München. Hij vestigde zich als vrij beeldhouwer in München en maakte in de jaren 1965 tot 1967 studiereizen naar Griekenland. In 1971 verbleef hij met een studiebeurs in de Verenigde Staten. Hij kreeg in 1974 de Schwäbische Kunstpreis en in 1977 de Förderpreis der Stadt München.
Wachter nam in de jaren 1977 tot 1979 deel aan het Freiburger Bildhauer Symposium Holz/Kunst en had in 1987 zijn eerste solo-expositie bij Gallery Blom & Dorn in New York. In 1993 werd hem de Kunstpreis der Stadt München verleend en werd hij erelid van de Bayerische Akademie der Schönen Künste in München. In 2003 kreeg hij ter gelegenheid van zijn tachtigste verjaardag een oeuvretentoonstelling "Aus dem Stamm" met 50 sculpturen in de Kunsthalle der Hypo-Kulturstiftung in München en in 2010 een overzichtsexpositie "Raum Schnitte" in de Kirche St. Paul in München.
De kunstenaar woonde en werkte van 1949 tot zijn dood in München. Zijn materiaal was vooral hout en zijn gereedschap de kettingzaag.

## Museum Rudolf Wachter
In 2005 werd het Museum Rudolf Wachter geopend in het Neue Schloss in Kißlegg in de deelstaat Baden-Württemberg, waar een overzicht wordt getoond van het werk van Rudolf Wachter.

## Enkele werken
- Raumknoten (1978/2003), Kunst-Landschaft in Neuenkirchen (Lüneburger Heide)
- Konkav-Konvex - marmer (1979)[3], Berufsschule für Augenoptik in München
- Zwei Diagonalschnitte (1983), Westpark in München
- Stämme (1986), Naturwissenschaftliche Fakultät Universität Erlangen in Erlangen
- Windbruch (1991), Gartenschaupark in Hockenheim
- Stamm für Weingarten (2000), Stadtgarten in Weingarten
- Torre pendente[4], Edelweißplatz in München
- Stationen (2010), Stadtpfarrkirche St. Paul in München

## Fotogalerij

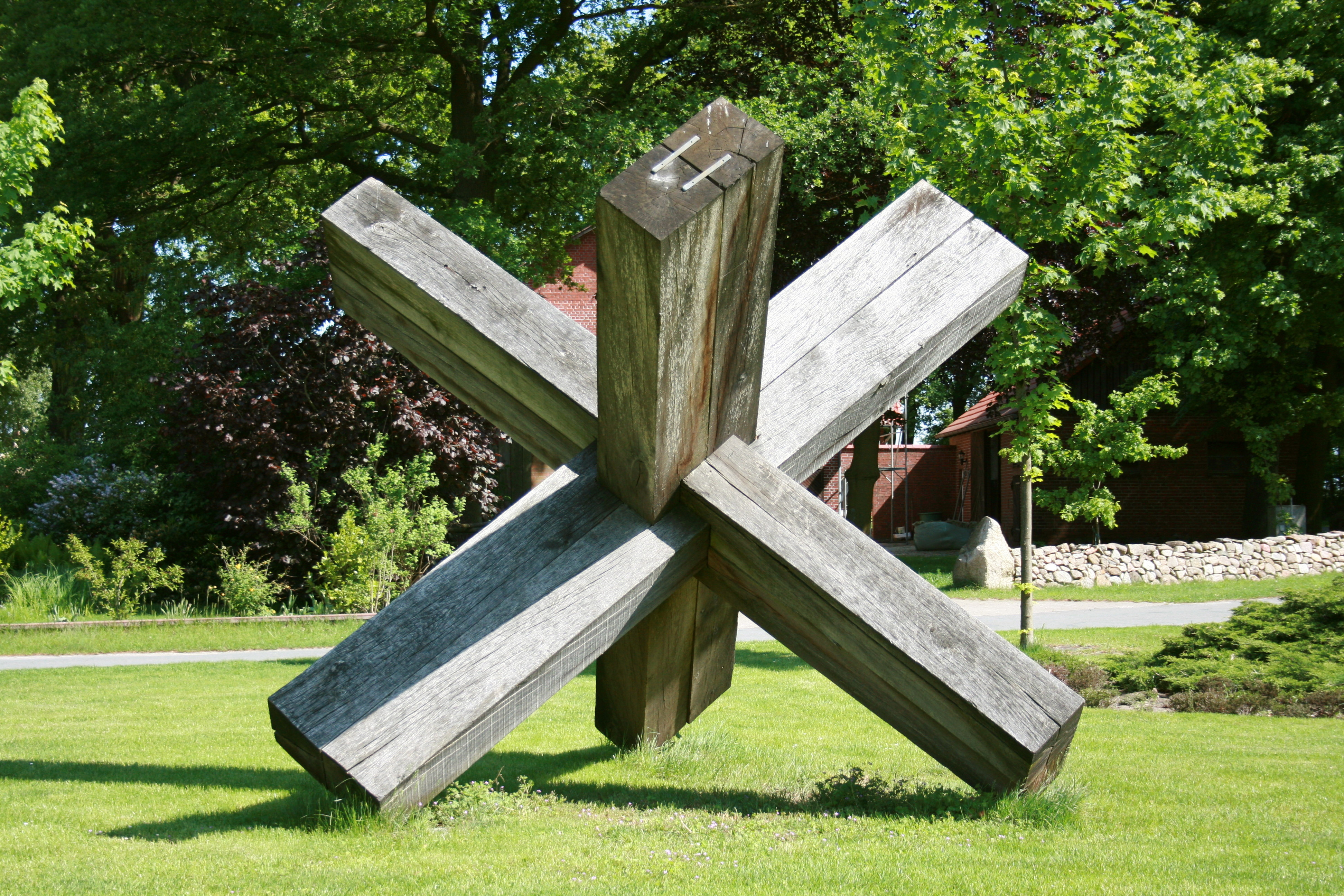
Raumknoten, Neuenkirchen
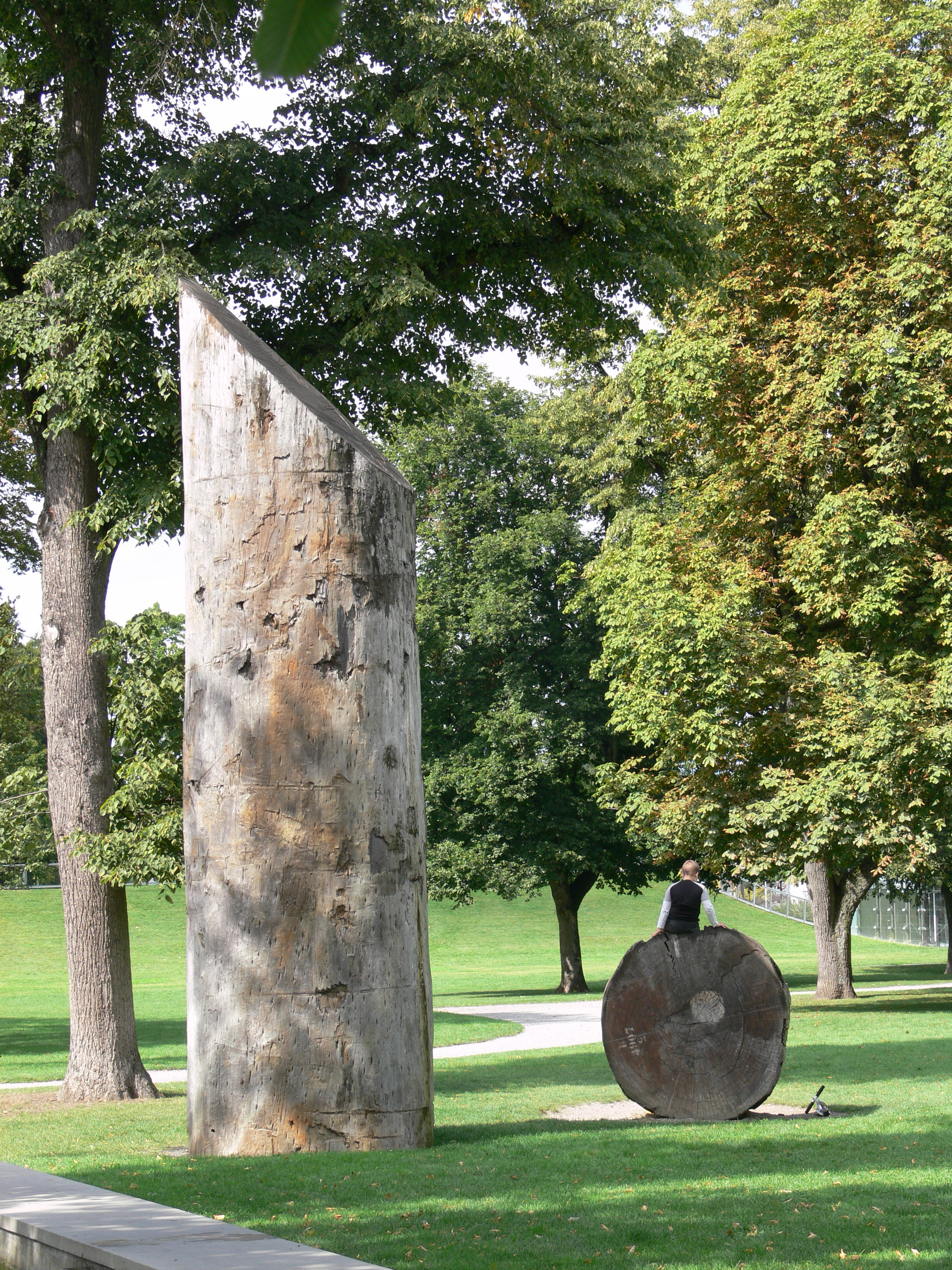
Stamm für Weingarten, Weingarten
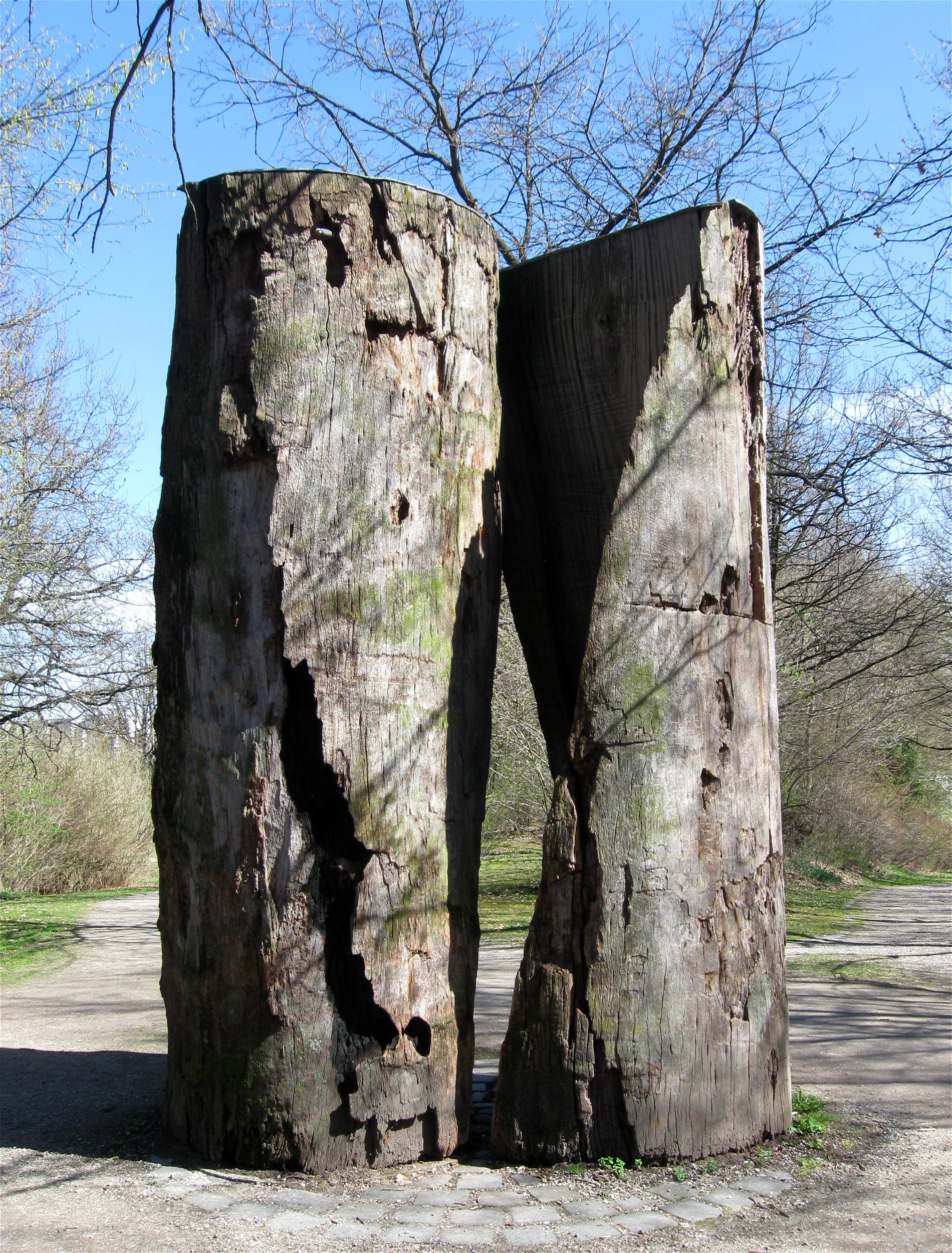
Zwei Diagonalschnitte, München
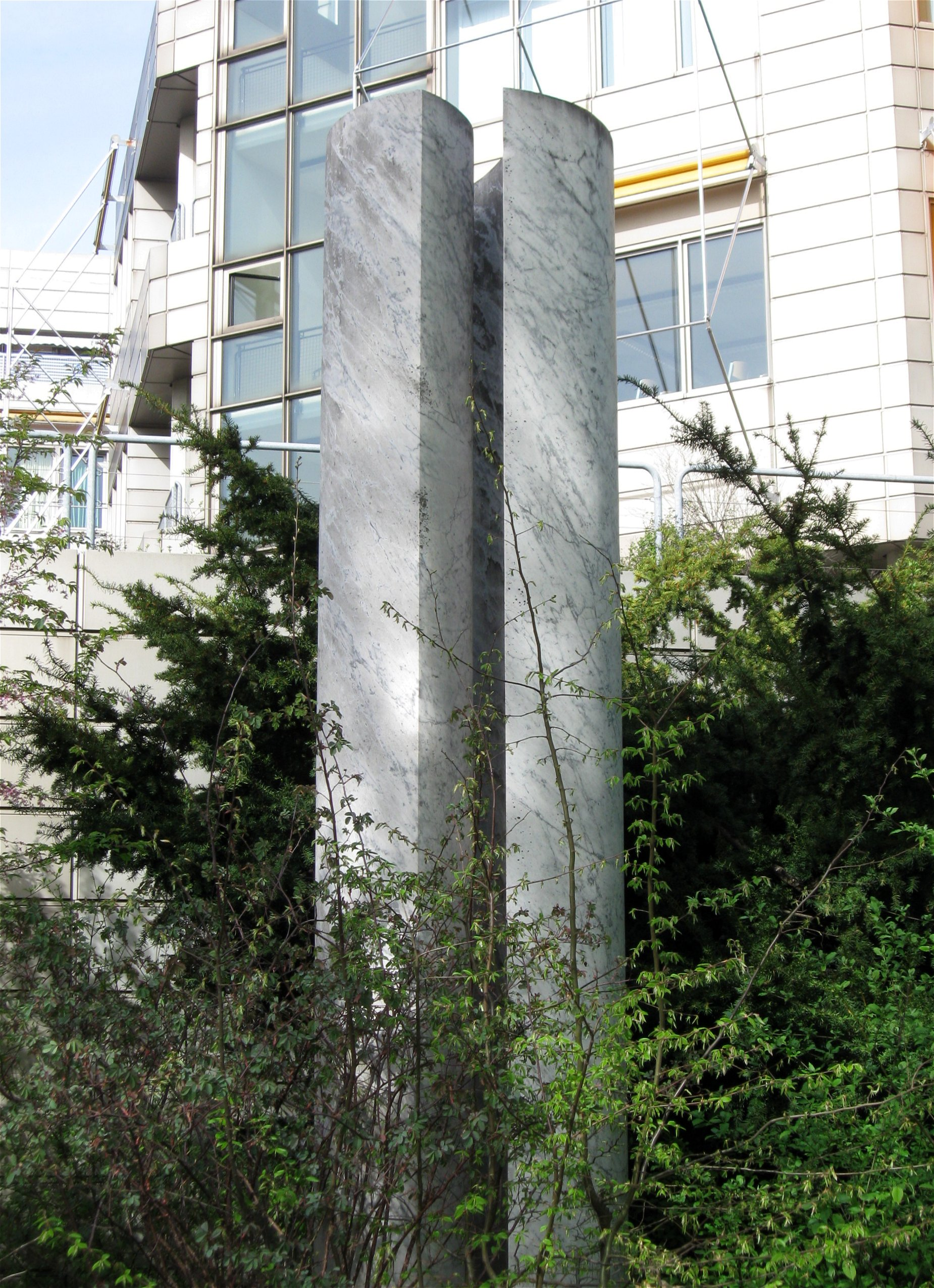
Konkav-Konvex, München